# Жакаранда
Жакара́нда (лат. Jacaránda) — род растений семейства Бигнониевые.
В роду насчитывается около пятидесяти видов. В большинстве случаев это большие или средней величины вечнозелёные деревья, растущие в основном в тропической и субтропической зоне. Родиной большинства из них является Южная Америка, в частности, Бразилия. Название происходит из гуаранийских языков и означает «душистая». В европейских языках оно впервые упоминается в словаре «A supplement to Mr. Chambers’s Cyclopædia» (1753 год, основной автор Джон Хилл). Растение широко культивируется как декоративное в тропиках Африки, Евразии, Австралии.

## Ботаническое описание
Представители рода — кустарники или деревья высотой до 20—30 метров. Кора тонкая, гладкая, серо-коричневая. Ветви тонкие, слегка извитые. Листья перисторассечённые, папоротниковидные — чаще дваждыперистые, реже перистые или простые.
Цветки собраны в верхушечные кисти, обычно всевозможных синеватых и сиреневых оттенков, есть также виды с белыми и пурпурными цветками. Венчик пятилепестный; для цветов характерен сильный запах. Отличительные признаки рода — наличие в цветке стаминодия, превышающего по длине тычинки, трёхбороздная пыльца и число хромосом 18. Плод — удлинённая или округлая коробочка с многочисленными мелкими семенами. При выращивании в культуре из семян первого цветения растения приходится ждать очень долго.

## Использование
Jacaranda filicifolia, а также некоторые другие виды, являются источником довольно ценной древесины, известной как палисандровое дерево. В сказке А. М. Волкова «Урфин Джюс и его деревянные солдаты» из палисандрового дерева был сделан генерал Лан Пирот. Копайя (Jacaranda copaia) отличается особенно ценной древесиной и из неё получают брёвна большого размера. Древесина жакаранды приятно пахнет.
Водные экстракты листьев, плодов и цветков жакаранды используются в южноамериканской народной медицине и обладают антимикробным действием.
Многие виды выращивают как декоративные растения — особенно это касается вида Jacaranda mimosifolia (жакаранда мимозолистная). В торговле жакаранда известна как «фиалковое дерево» благодаря особенностям цветения. Растение предпочитает хорошо дренированную песчаную почву и яркое солнечное местоположение, засухоустойчиво. Молодые растения страдают от заморозков, взрослые растения выносят снижение температуры до −7 °C, но после этого хуже цветут. Во время заморозков растение сбрасывает листья.
Некоторые виды жакаранды выращивают как комнатные растения, в основном, это жакаранда мимозолистная с папоротниковидными листьями. В культуре растение размножается семенами и черенками, цветёт крайне редко и используется как декоративно-лиственное. При благоприятных условиях, в теплом, солнечном помещении растёт быстро и может достичь 1 м в высоту. Нижние листья с возрастом опадают. Цветение удаётся в условиях оранжереи. Поливают тёплой мягкой водой.
Уход в комнатной культуре
- Температура: умеренная или чуть выше умеренноё, зимой не ниже 12 °C.
- Освещение: яркий свет с некоторым количеством прямых солнечных лучей.
- Полив: умеренный полив с весны до осени, ограниченный — зимой.
- Влажность воздуха: требует частого опрыскивания листьев.
- Пересадка: по необходимости весной
- Размножение: стеблевыми черенками летом или семенами весной.

## Фотогалерея

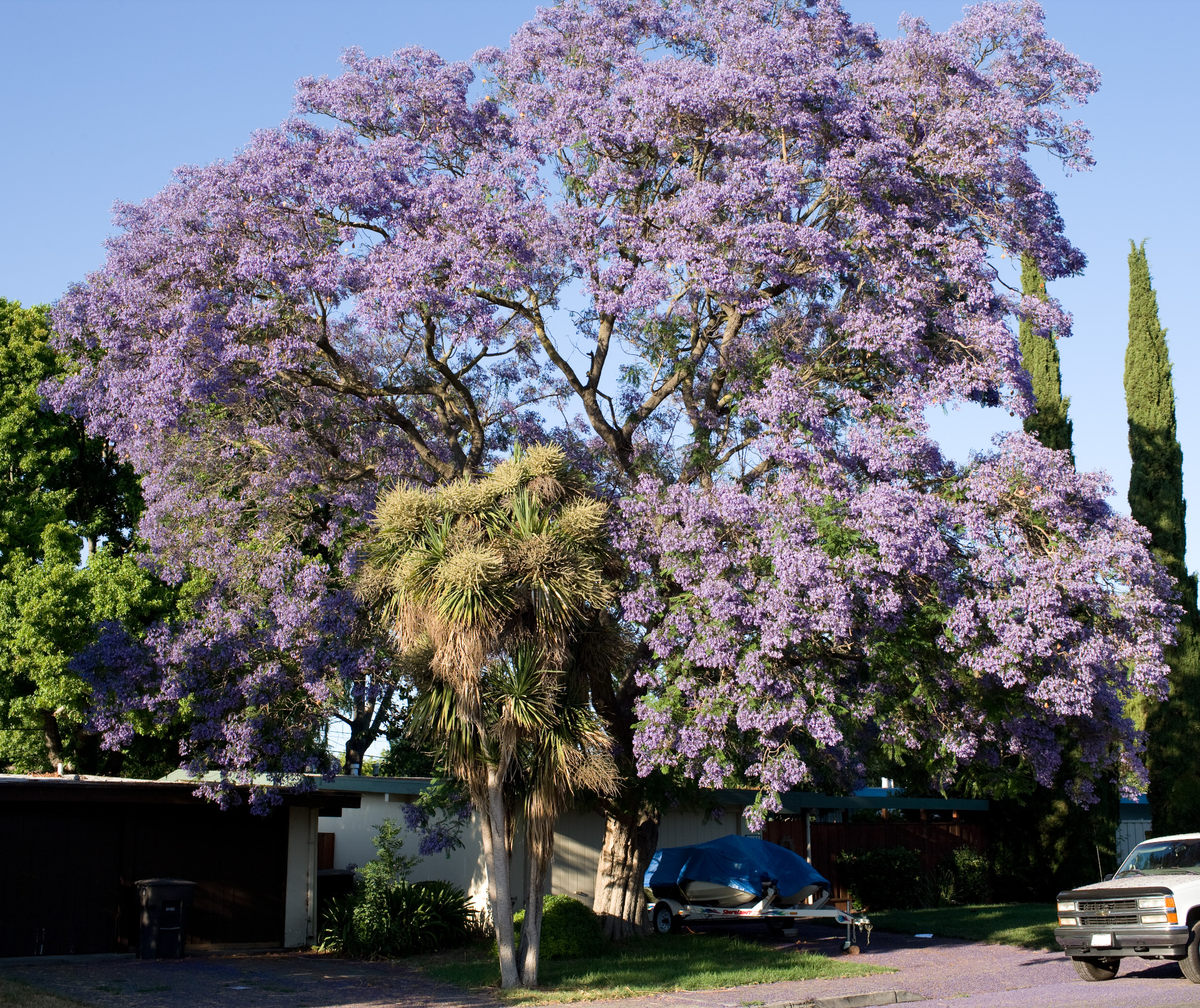
Жакаранда. Общий вид цветущего растения
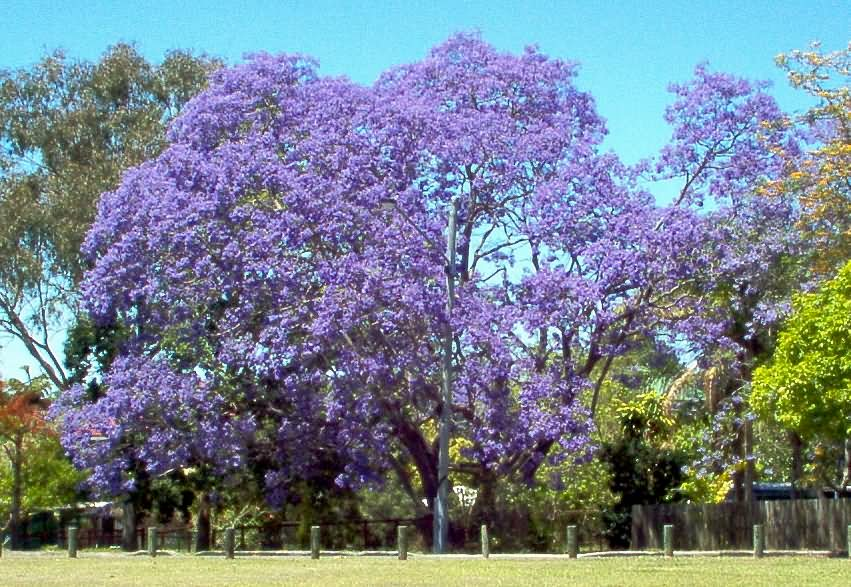
Жакаранда в цвету
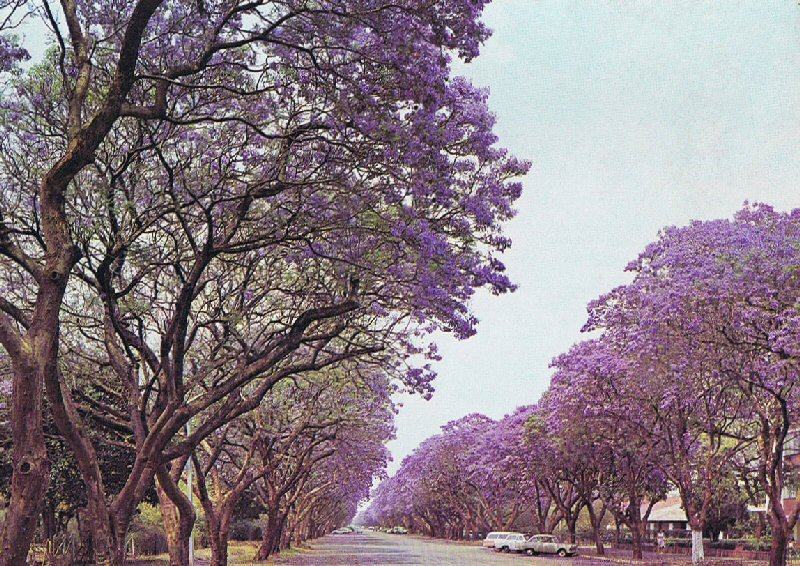
Жакаранда в Хараре, Зимбабве
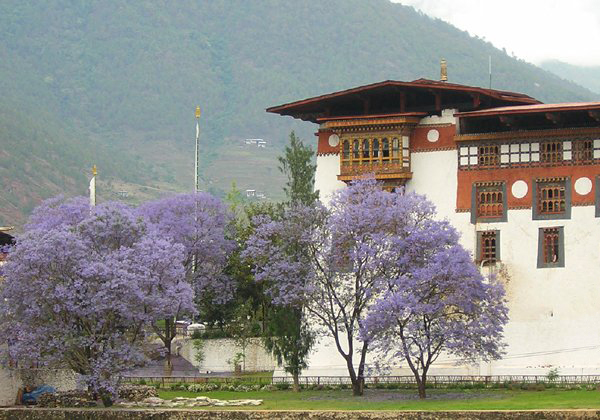
Жакаранда в Бутане
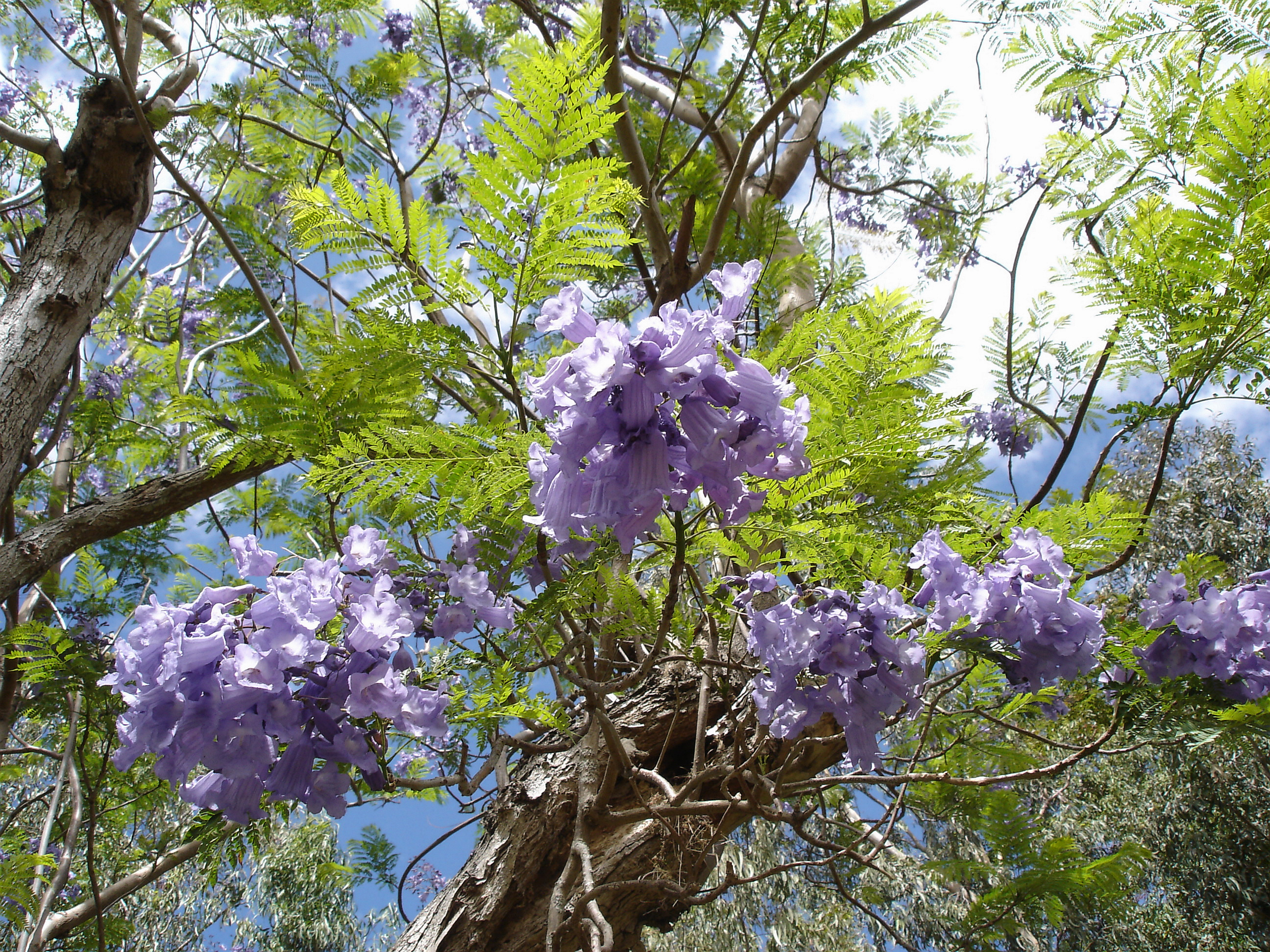
Jacaranda mimosifolia
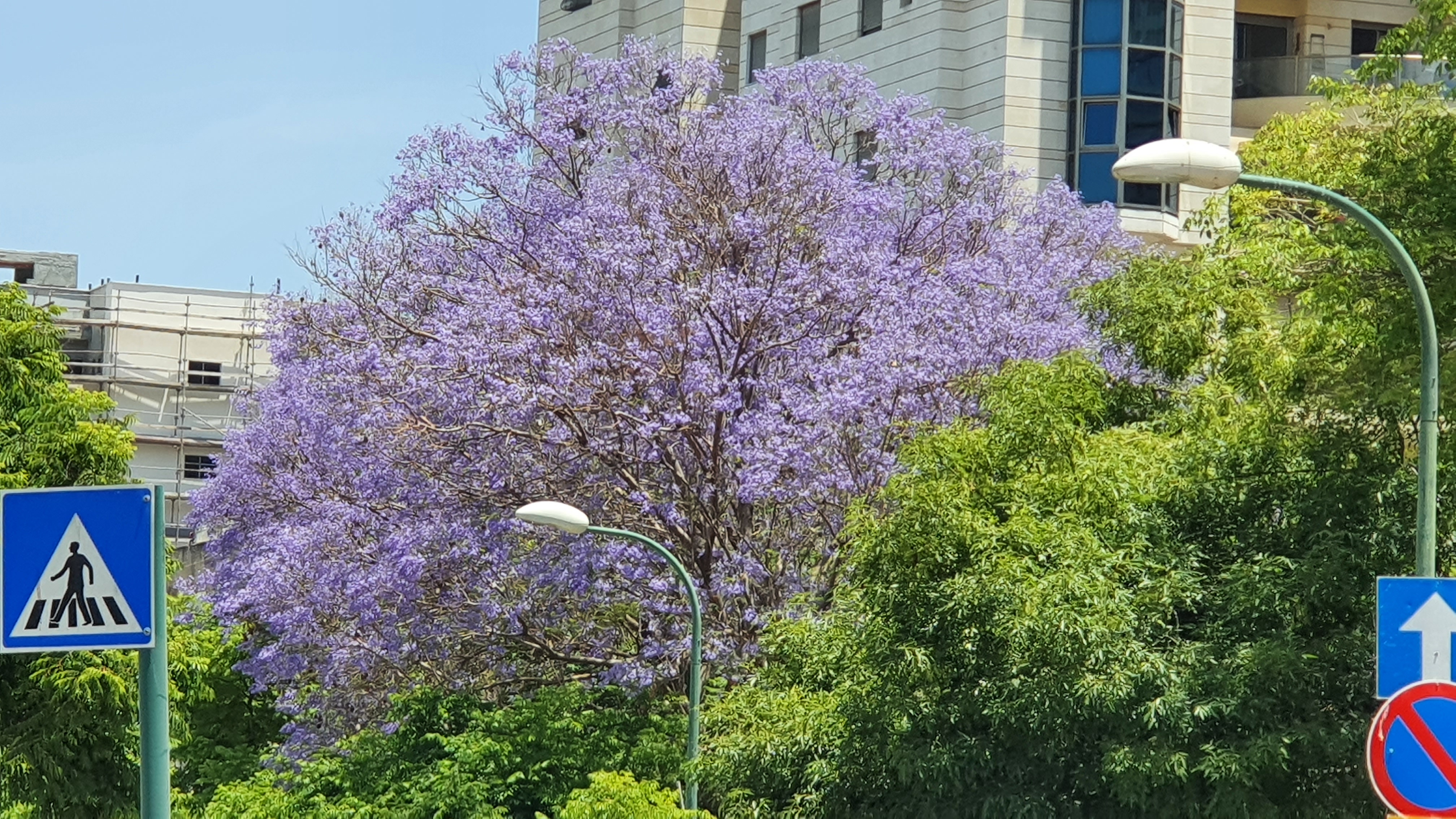
Жакаранда мимозолистная в Израиле, город Петах Тиква

## Виды
По информации базы данных The Plant List, род включает 48 видов:
- Jacaranda acutifolia Bonpl.
- Jacaranda arborea Urb.
- Jacaranda bracteata Bureau & K.Schum.
- Jacaranda brasiliana (Lam.) Pers.
- Jacaranda bullata A.H.Gentry
- Jacaranda caerulea (L.) J.St.-Hil.
- Jacaranda campinae A.H.Gentry & Morawetz
- Jacaranda carajasensis A.H.Gentry
- Jacaranda caroba (Vell.) DC.
- Jacaranda caucana Pittier
- Jacaranda copaia (Aubl.) D.Don
- Jacaranda cowellii Britton & P.Wilson
- Jacaranda crassifolia Morawetz
- Jacaranda cuspidifolia Mart.
- Jacaranda decurrens Cham.
- Jacaranda duckei Vattimo
- Jacaranda egleri Sandwith
- Jacaranda ekmanii Alain
- Jacaranda glabra (DC.) Bureau & K.Schum.
- Jacaranda grandifoliolata A.H.Gentry
- Jacaranda hesperia Dugand
- Jacaranda intricata A.H.Gentry & Morawetz
- Jacaranda irwinii A.H.Gentry
- Jacaranda jasminoides (Thunb.) Sandwith
- Jacaranda macrantha Cham.
- Jacaranda macrocarpa Bureau & K.Schum.
- Jacaranda micrantha Cham.
- Jacaranda microcalyx A.H.Gentry
- Jacaranda mimosifolia D.Don
- Jacaranda montana Morawetz
- Jacaranda mutabilis Hassl.
- Jacaranda obovata Cham.
- Jacaranda obtusifolia Bonpl.
- Jacaranda orinocensis Sandwith
- Jacaranda paucifoliata Mart. ex DC.
- Jacaranda paucifoliolata Mart. ex A. DC.
- Jacaranda poitaei Urb.
- Jacaranda praetermissa Sandwith
- Jacaranda puberula Cham.
- Jacaranda pulcherrima Morawetz
- Jacaranda racemosa Cham.
- Jacaranda rufa Silva Manso
- Jacaranda rugosa A.H.Gentry
- Jacaranda selleana Urb.
- Jacaranda simplicifolia K.Schum. ex Bureau & K.Schum.
- Jacaranda sparrei A.H.Gentry
- Jacaranda subalpina Morawetz
- Jacaranda ulei Bureau & K.Schum.